# Manuel Lanzini
Manuel Lanzini (Ituzaingó, 15 de febrero de 1993) es un futbolista argentino que se desempeña como mediocampista ofensivo en el Club Atlético Vélez Sarsfield de la Primera División de Argentina.
Surgido de la cantera, tuvo su debut con River en 2010 con 17 años de edad. Luego de la temporada 2010-11 fichó con el Fluminense F. C. de Brasil, jugando 33 partidos y ganando el Brasileirão. Regresó a River para la temporada 2013-14 y ganó la liga. Tuvo un paso por el Al-Jazira S. C. de los Emiratos Árabes Unidos antes de fichar con el West Ham United F. C. de la Premier League, donde jugó entre 2015 y 2023. Actualmente juega en River en condición de préstamo por un año.
Durante su primera etapa con River, marcó el gol más rápido de la historia de los «superclásicos» (a los 43 s).

## Trayectoria

### Inicios
En el baby fútbol se destacó demostrando sus condiciones en la categoría 1993 del Club Academia Kaly de Ituzaingó. Ramón Maddoni, quien descubrió a futbolistas como Juan Román Riquelme, Carlos Tévez y Esteban Cambiasso, quiso llevarlo a Boca Juniors para una prueba pero el joven se negó rotundamente argumentando que el quería jugar en el club por el cual simpatizaba: River Plate. También jugó en el 77 Fútbol Club y 4 de Mayo de Morón, estaba probándose en Vélez Sársfield cuando lo llevaron a River Plate, en 2002. Cuando llegó a las divisiones inferiores, comenzó jugando como enganche, pero lo adelantaron para que juegue de mediocampista izquierdo. En River debió superar una serie de pruebas hasta que Pedro Vega, exjugador y DT del club, lo mandó a fichar. En 2008 con el equipo de la octava división obtuvo el campeonato de esa categoría registrando 9 goles, dos menos que Leonardo Salguero que era su compañero de ataque y convirtió 11 tantos. El 2 de noviembre de 2008, River Plate venció 3-0 a Boca Juniors y Lanzini anotó dos goles y asistió a Salguero en un gol.
Recién en 2010, el director técnico del primer equipo, Ángel Cappa, lo convocó a la pretemporada de invierno para afrontar diversos encuentros en la Provincia de Salta. Debutó en el segundo encuentro ante Central Norte, con victoria 3-0, ingresando en el segundo tiempo reemplazando a Ariel Ortega. Luego volvió a jugar en otro partido ante Juventud Antoniana, en el cual recibió muy buenas críticas de la prensa y de la gente, ubicándolo entre una de las figuras de ese encuentro.

### River Plate
Las ya mencionadas buenas actuaciones que tuvo en la pretemporada con River Plate, hicieron que el director técnico del equipo le diera la titularidad en el primer equipo. Finalmente el tan ansiado debut oficial le llegó el 8 de agosto de 2010, frente a Tigre por la primera fecha del Torneo Apertura 2010. Ese día River ganó 1-0 y Lanzini fue reemplazado en el entretiempo por Facundo Affranchino, cumpliendo así una labor discreta.
Esta actuación le permitió ubicarse entre uno de los jugadores más jóvenes en debutar en Primera División para River Plate, con apenas 17 años, 5 meses y 24 días, detrás de Daniel Alberto Villalva, Adolfo Alfredo Pedernera y de Javier Pedro Saviola.
Luego de su debut, el entrenador Ángel Cappa decidió sacarlo del equipo para la fecha siguiente ante Huracán. No obstante, volvería para el partido siguiente ante Independiente en lugar del suspendido Ariel Ortega. En ese partido metió una asistencia a su compañero Rogelio Funes Mori para que convierta el gol de la victoria 3-2 y se llevó los aplausos del público y los elogios de la prensa por su destacada actuación. El 5 de septiembre, en el partido que River Plate perdió ante Vélez Sársfield 2-1, sufre un desgarro muscular luego de una fuerte infracción del mediocampista rival Leandro Somoza, que lo mantiene alejado de las canchas por tres semanas. Vuelve para la decimosegunda fecha del torneo corriente, en el partido que resulta con derrota para River Plate por 1-0 ante All Boys siendo reemplazado por Rogelio Funes Mori.
El 19 de julio se llega a un acuerdo entre River Plate y Fluminense para llevárselo a préstamo por un año a cambio de 400 mil dólares y una opción de compra de 15 millones €.

### Fluminense
Tras el descenso de River Plate, la dirigencia del club decide cederlo a algún equipo para que tome rodaje, el destino elegido fue el Fluminense de Brasil. Fue presentado en el equipo brasilero junto con su compatriota, Alejandro Martinuccio.
Hizo su debut frente al Figueirense en la victoria de su equipo por 3-0 en la decimosexta fecha del Brasileirao 2011. Marcaría el primer gol en su carrera frente a São Paulo en la victoria de su equipo por 2-1 correspondiente a la vigésima fecha de dicho torneo. El presidente del club lo ha llegado a catalogarlo como "El nuevo Neymar" en su estadía por la institución. Su gol más importante en la institución carioca fue frente a Flamengo en el clásico Fla-Flu de Río de Janeiro.
A pesar de tener buenas actuaciones e intentos del propio jugador y del club de que se quede, al terminar de su préstamo volvió a River Plate.

### Regreso a River Plate

#### 2012-13
Volvió a River Plate el 30 de junio de 2012 ya que el club no accedió a extender el préstamo y reducir el precio de los 15 millones de Euros. Jugó de titular en su regreso al club frente a Belgrano de Córdoba, donde marcó el único gol de su equipo en la primera fecha donde River cayó derrotado por 2-1. En su vuelta a River pidió usar la histórica camiseta número 10 (usada por jugadores como Norberto Alonso, Ariel Ortega, Marcelo Gallardo, Ángel Labruna y Pablo Aimar entre otros ídolos millonarios) al entrenador Matías Almeyda, quien le permitió usarla. En la tercera fecha, vuelve a marcar en la victoria del Millonario 3-2 sobre Tigre. Pasaría gran parte del torneo sin un puesto fijo en el equipo, e incluso a veces marginado del equipo por Matías Almeyda.
Ante la llegada de Ramón Díaz como técnico del equipo, volverían las chances de titularidad para el enganche. Marcaría el en la última fecha sobre San Martín (SJ) en la victoria por 2-0 en su primer partido con Ramón Díaz como director técnico, siendo una de las apuestas del entrenador para ese partido junto a Augusto Solari. Volvió a marcar frente Racing Club en la victoria 2-0 de su equipo correspondiente por la octava fecha del Torneo Final 2013. Marcó su quinto gol desde la vuelta al club frente a Godoy Cruz en la victoria 2-1 de su equipo por la décima fecha del mismo torneo. Durante la decimosegunda fecha le marcaría a Boca Juniors en el empate 1-1 lo que sería su primer gol en Superclásicos; marcando un récord al marcar el gol más rápido en la historia de los Superclásicos (43 segundos). Al siguiente partido le marcaría un gol a All Boys en la victoria 2-0. Luego de cuatro fechas volvería a marcar en la victoria de su equipo por 2-1 frente a Independiente. Se consagraría subcampeón de ese torneo.

#### 2013-14
En la pretemporada de cara al siguiente torneo, el club recibió una oferta del Baniyas de Emiratos Árabes Unidos, para llevarse al jugador, pero este desistió a la posibilidad de cambiar de equipo al priorizar lo deportivo sobre lo económico, según los dichos de su propio padre.
Durante el Torneo Inicial 2013 le marcó un doblete a Tigre en la victoria de su equipo por 3-0 correspondiente a la sexta fecha de dicho torneo. Volvería a marcar frente a Liga de Loja en la vuelta de los octavos de final de la Copa Sudamericana de ese mismo año en la victoria de su equipo por 2-0 con un global de 3-2.
Marcaría nuevamente, en la segunda fecha del Torneo Final 2014 frente a Rosario Central en un partido que culminaría 1-1. Marcó nuevamente en un Superclásico en lo que sería una victoria de su equipo por 2-1 correspondiente a la décima fecha del mismo torneo.
Luego de una destacada actuación en el Torneo Final 2014, registrando 2 goles en 18 partidos jugados se proclamó campeón de dicho torneo.

### Al-Jazira
El 6 de agosto de 2014 se confirma su venta al Al-Jazira de la Liga Árabe del Golfo Pérsico, por US$6.000.000, cobrando 12.000.000 millones de dólares en 3 años.
En su primer encuentro oficial, le marcó por duplicado al Ajman Club, en la victoria de su equipo por 3-2.
En otros de sus partidos el hizo un gol olímpico frente al Ajman. Se consagró subcampeón registrando 8 goles y 8 asistencias en 27 partidos armando un buen dúo con Mirko Vucinic.

### West Ham United
El 21 de julio de 2015 se conoce que Lanzini es cedido a préstamo por una temporada con opción de compra al West Ham United. Marcó su primer gol vs FC Astra Giurgiu iniciados los 3' minutos del partido por la pre UEFA Europa League del cual quedó eliminado. Fechas más tarde volvería a marcar en el partido de la antagónica victoria por 3 a 0 de West Ham sobre Liverpool FC, que no ganaba de visitante hace 52 años.
El 22 de marzo de 2016 se dio a conocer oficialmente que West Ham United adquire el pase de Manuel por 11.5 millones de Euros por 4 temporadas con opción de extender dos años más.

### River Plate
En agosto de 2023 Lanzini (libre) fichó con River Plate por un año de préstamo sin cargo ni opción de compra. A su ingreso al equipo, recibió la camiseta n.º 10 que utilizaba «Nacho» Fernández.
Su redebut fue el 20 de ese mismo mes en la derrota 3 a 2 frente a Argentinos Juniors, ingresando por Matías Kranevitter.
Su primer gol lo marcó en la victoria 1 a 0 contra Boca Juniors en La Bombonera. 

## Selección nacional

### Sub-20
Fue convocado por el entrenador Marcelo Trobbiani para disputar el Sudamericano Sub-20 de 2013 disputado en Mendoza, Argentina.
En el sudamericano, el combinado argentino tendría una decepcionante actuación, al ser eliminado en la primera fase. Dicho grupo compartió con Chile, Colombia, Paraguay y Bolivia.
Disputó los cuatro partidos que jugó el combinado albiceleste: dos como suplente y dos como titular.

#### Selección sub-23
Fue convocado por Julio Olarticoechea para disputar el oro en los Juegos Olímpicos de Río de Janeiro 2016. Pero en un amistoso de la selección sub-23 contra Colombia, sufrió un esguince de rodilla y finalmente fue descartado para disputar los Juegos.

#### Participaciones con la selección Sub-20
| Torneo                      | Sede      | Resultado    | Partidos | Goles |
| --------------------------- | --------- | ------------ | -------- | ----- |
| Sudamericano Sub-20 de 2013 | Argentina | Primera fase | 4        | 0     |

#### Selección mayor
En 2018 fue convocado por Jorge Sampaoli para disputar el mundial de Rusia 2018, pero tras una lesión ligamentaria en la rodilla derecha, durante un entrenamiento a seis días del comienzo de la competencia, quedó desafectado de la nómina mundialista.
Después de perderse el mundial Rusia 2018 por lesión, volvió a ser convocado por el técnico, Lionel Scaloni, para los amistosos de marzo de 2019 frente a Venezuela y Marruecos, sin sumar minutos. 
Se quedaría fuera de la lista de la Copa América 2019, luego de haber estado en una lista preliminar de 40 jugadores. 
Volvería a ser convocado para los amistosos de septiembre de 2019, frente a Chile y México, ingresó  frente a México a los 65’ de esta forma volviendo a vestir la camiseta de la Selección.

## Estadísticas

### Clubes
Actualizado al último partido disputado el 27 de mayo de 2025.
| Club | Div.          | Temporada     | Liga  | Liga  | Liga   | Copas nacionales(1) | Copas nacionales(1) | Copas nacionales(1) | Copas internacionales(2) | Copas internacionales(2) | Copas internacionales(2) | Total(3) | Total(3) | Total(3) |
| Club | Div.          | Temporada     | Part. | Goles | Asist. | Part.               | Goles               | Asist.              | Part.                    | Goles                    | Asist.                   | Part.    | Goles    | Asist.   |
| --- | ------------- | ------------- | ----- | ----- | ------ | ------------------- | ------------------- | ------------------- | ------------------------ | ------------------------ | ------------------------ | -------- | -------- | -------- |
| C. A. River Plate Argentina | 1.ª           | 2010-11       | 22    | 0     | 3      | —                   | —                   | —                   | —                        | —                        | —                        | 22       | 0        | 3        |
| C. A. River Plate Argentina | 1.ª           | 2012-13       | 26    | 8     | 3      | —                   | —                   | —                   | —                        | —                        | —                        | 26       | 8        | 3        |
| C. A. River Plate Argentina | 1.ª           | 2013-14       | 35    | 4     | 8      | 2                   | 0                   | 0                   | 6                        | 1                        | 2                        | 43       | 5        | 10       |
| C. A. River Plate Argentina | 1.ª           | 2023          | 0     | 0     | 0      | 16                  | 0                   | 0                   | 0                        | 0                        | 0                        | 16       | 0        | 0        |
| C. A. River Plate Argentina | 1.ª           | 2024          | 19    | 1     | 0      | 3                   | 0                   | 0                   | 6                        | 0                        | 1                        | 28       | 1        | 1        |
| C. A. River Plate Argentina | 1.ª           | 2025          | 10    | 0     | 0      | 1                   | 0                   | 0                   | 4                        | 1                        | 0                        | 15       | 1        | 0        |
| C. A. River Plate Argentina | Total club    | Total club    | 112   | 13    | 14     | 22                  | 0                   | 0                   | 16                       | 2                        | 3                        | 150      | 15       | 18       |
| Fluminense F. C. · Brasil | 1.ª           | 2011          | 22    | 2     | 2      | —                   | —                   | —                   | —                        | —                        | —                        | 22       | 2        | 2        |
| Fluminense F. C. · Brasil | 1.ª           | 2012          | 6     | 1     | 3      | 9                   | 2                   | 0                   | 5                        | 0                        | 1                        | 20       | 3        | 4        |
| Fluminense F. C. · Brasil | Total club    | Total club    | 28    | 3     | 5      | 9                   | 2                   | 0                   | 5                        | 0                        | 1                        | 42       | 5        | 6        |
| Al-Jazira S. C. · Emiratos Árabes Unidos | 1.ª           | 2014-15       | 24    | 8     | 11     | 4                   | 0                   | 1                   | 1                        | 0                        | 0                        | 29       | 8        | 12       |
| Al-Jazira S. C. · Emiratos Árabes Unidos | Total club    | Total club    | 24    | 8     | 11     | 4                   | 0                   | 1                   | 1                        | 0                        | 0                        | 29       | 8        | 12       |
| West Ham United F. C. Inglaterra | 1.ª           | 2015-16       | 26    | 6     | 2      | 4                   | 0                   | 3                   | 1                        | 1                        | 0                        | 31       | 7        | 5        |
| West Ham United F. C. Inglaterra | 1.ª           | 2016-17       | 35    | 8     | 2      | 4                   | 0                   | 0                   | —                        | —                        | —                        | 39       | 8        | 2        |
| West Ham United F. C. Inglaterra | 1.ª           | 2017-18       | 27    | 5     | 6      | 2                   | 0                   | 2                   | —                        | —                        | —                        | 29       | 5        | 8        |
| West Ham United F. C. Inglaterra | 1.ª           | 2018-19       | 10    | 1     | 2      | —                   | —                   | —                   | —                        | —                        | —                        | 10       | 1        | 2        |
| West Ham United F. C. Inglaterra | 1.ª           | 2019-20       | 24    | 0     | 3      | 1                   | 0                   | 0                   | —                        | —                        | —                        | 25       | 0        | 3        |
| West Ham United F. C. Inglaterra | 1.ª           | 2020-21       | 17    | 1     | 1      | 7                   | 0                   | 2                   | —                        | —                        | —                        | 24       | 1        | 3        |
| West Ham United F. C. Inglaterra | 1.ª           | 2021-22       | 30    | 5     | 3      | 5                   | 2                   | 0                   | 10                       | 0                        | 1                        | 45       | 7        | 4        |
| West Ham United F. C. Inglaterra | 1.ª           | 2022-23       | 10    | 1     | 0      | 2                   | 0                   | 0                   | 11                       | 2                        | 1                        | 23       | 3        | 1        |
| West Ham United F. C. Inglaterra | Total club    | Total club    | 179   | 27    | 19     | 25                  | 2                   | 7                   | 22                       | 3                        | 2                        | 226      | 32       | 28       |
| Total carrera | Total carrera | Total carrera | 344   | 51    | 49     | 59                  | 4                   | 8                   | 44                       | 5                        | 6                        | 448      | 60       | 64       |
| (1) Las copas nacionales se refiere a la Campeonato Carioca, Copa Argentina, Copa de la Liga Profesional, Copa Presidente de EAU, Copa de Liga de EAU, EFL Cup, y FA Cup. (2) Las copas internacionales se refiere a la Conmebol Sudamericana, Conmebol Libertadores, AFC Champions League, UEFA Europa League y Copa Mundial de Clubes. (3) No incluye datos de partidos amistosos ni categorías inferiores. |               |               |       |       |        |                     |                     |                     |                          |                          |                          |          |          |          |

### Resumen estadístico
|                        | Partidos | Goles | Asistencias |
| ---------------------- | -------- | ----- | ----------- |
| Liga                   | 294      | 52    | 51          |
| Copas Nacionales       | 36       | 4     | 8           |
| Copas Internacionales  | 18       | 2     | 4           |
| Selección de Argentina | 5        | 1     | 0           |
| Total                  | 353      | 59    | 63          |

## Palmarés

### Títulos regionales
| Título             | Club             | Región         | Año  |
| ------------------ | ---------------- | -------------- | ---- |
| Campeonato Carioca | Fluminense F. C. | Río de Janeiro | 2012 |

### Títulos nacionales
| Título              | Club              | País      | Año      |
| ------------------- | ----------------- | --------- | -------- |
| Serie A             | Fluminense F. C.  | Brasil    | 2012     |
| Primera División    | C. A. River Plate | Argentina | F - 2014 |
| Copa Campeonato     | C. A. River Plate | Argentina | 2014     |
| Trofeo de Campeones | C. A. River Plate | Argentina | 2023     |
| Supercopa Argentina | C. A. River Plate | Argentina | 2023     |

### Títulos internacionales
| Título                             | Club                  | Sede  | Año  |
| ---------------------------------- | --------------------- | ----- | ---- |
| Liga Europa Conferencia de la UEFA | West Ham United F. C. | Praga | 2023 |

### Distinciones individuales
| Distinción                                  | Año     |
| ------------------------------------------- | ------- |
| Jugador del año del West Ham United F. C.   | 2016-17 |
| Gol del mes de octubre en la Premier League | 2020    |

## Vida privada
Nació en Ituzaingó, pero desde pequeño se crio en la ciudad vecina de San Antonio de Padua. De familia relacionada con el fútbol (su padre, jugó en Deportivo Morón y su hermano Tomás, lo hace en RB Linense de la Tercera RFEF de España), empezó a jugar en el club 4 de mayo de San Antonio de Padua y también en 77 Fútbol Club de Morón. Es papá de Benjamín, Valentino y Noah. Actualmente está casado con Jennifer Reina, exparticipante de Despedida de solteros y madre de Valentino y Noah.